# 亀山耕平
亀山 耕平（かめやま こうへい、1988年12月28日 - ）は、日本の元体操競技選手。指導者。

## 人物
仙台スピン体操クラブで体操を始め、埼玉栄高等学校、仙台大学に進学。徳洲会体操クラブ所属。
2013年6月29・30日に東京体育館で開催された全日本体操競技選手権大会種目別選手権であん馬で7位となり、世界体操競技選手権の日本代表となる。
同年10月5日にベルギーのアントワープにて行われた世界体操競技選手権あん馬の決勝では15.833点をマークし、金メダルを獲得した。
2020年東京オリンピック体操の種目別男子あん馬決勝では14.600点で5位となった。
2022年6月19日に開催された全日本種目別選手権において、引退セレモニーが行われた。
引退後は故郷の宮城県へ戻り、自身が運営する「タートルパートナーズ」を立ち上げ、体操教室の開催を始め、少年少女世代の運動能力向上への取り組みなどを通して未来への人材育成プロジェクトを展開している。

## 主な実績
- 2013年、世界体操競技選手権 あん馬 金メダル
- 2014年、世界体操競技選手権 団体銀メダル
- 2017年、世界体操競技選手権 代表
- 2018年、FIG種目別ワールドカップ・スロベニア大会 種目別あん馬 1位
- 2018年、FIG種目別ワールドカップ・パリ大会 種目別あん馬 4位
- 2019年、FIG種目別ワールドカップ・ドーハ大会 種目別あん馬 2位
- 2019年、FIG種目別ワールドカップ・バクー大会 種目別あん馬 1位
- 2020年、FIG種目別ワールドカップ・メルボル大会 種目別あん馬 3位
- 2021年、東京オリンピック 体操競技種目別あん馬 5位
- 2021年、FIG種目別ワールドカップ・ドーハ大会 種目別あん馬 3位